# 耶律和魯斡
耶律和魯斡（1041年—1110年），汉名弘本，字阿辇。辽兴宗第二子，母皇后蕭撻里。
重熙十年（1041年）生，重熙十七年（1048年）十一月丁巳，辽兴宗封皇子和鲁斡为越王。重熙二十四年（1055年），辽道宗即位，十二月戊子进封皇弟越王和鲁斡为鲁国王。清宁二年（1056年）十一月乙巳，徙封鲁国王和鲁斡为宋国王。十二月戊申朔，以宋国王和鲁斡上京留守。
乾统元年（1101年）六月壬寅，天祚皇帝以宋魏国王和鲁斡为天下兵马大元帅。乙巳，以他的儿子北平郡王耶律淳进封郑王。三年（1103年）十一月丙申，天祚皇帝以宋魏国王和鲁斡为皇太叔，按辈分，耶律和魯斡是天祚皇帝的叔祖父。五年（1105年）十月庚辰，以皇太叔、南京留守和鲁斡兼惕隐，东京留守、越国王耶律淳为南府宰相。十一月戊戌，以和鲁斡为义和仁圣皇太叔，十年（1110年）闰七月壬戌，皇太叔和鲁斡薨。1122年，其子耶律淳一度成为北遼的皇帝。